# Manicomicos
Manicomicos es una serie de televisión paraguaya del género comedia. Fue dirigida por Aníbal Colman y producida por el Canal 13. 

## Inicios
Luego de que el exitoso programa Telecomio, producido por Telefuturo, fuese cancelada la serie el 31 de diciembre de 2005, emigran al Canal 13 actores destacados como Gustavo Cabaña, Silvia Flores y Luis Troche para producir Manicomicos. La serie tuvo dos temporadas. Para la segunda temporada, también emigra Clara Franco al canal, en reemplazo de Silvia Flores, quien actuaría en el programa Comisaría 13 junto con Luis Troche.

## Trama
La trama es similar al programa Telecomio, con parodias a programas de TV y personajes paraguayos famosos de la actualidad.
En el año 2007, el programa fue blanco de una polémica por censura y uso indebido de marca por promocionar una parodia del programa Bailando por un Sueño de Paraguay (emitido por Telefuturo), cuya parodia se denominó '"Bailando por un sueldo"'. Este bloque fue censurado por una amenaza de demanda civil por parte de Telefuturo.

## Parodias ysketches
- Kaiguehape (parodia de Kay'uhape)
- Notecierro con Carlos Whiskini (parodia de Noticiero con Carlos Martini)
- Inservibles (parodia de Invisibles)
- Notimúsica (sketch del 2006)
- Musicomicos (sketch del 2007)

## Elenco

### Elenco 2007

#### Protagonistas
- Gustavo Cabaña
- Silvia Flores
- Luis Troche

#### Actores Secundarios
- Dani Cabañas
- Cala del Puerto
- Óscar Esquivel
- Walter Evers
- Milner González
- Sandra Molas
- José Núñez
- Pabla Thomen
- Maricha Olitte
- Paola Peralta
- Marcos Pérez
- Ariel León

### Elenco 2006

#### Protagonistas
- Gustavo Cabaña
- Clara Franco
- Sandra Molas

#### Actores Secundarios
- Dani Cabañas
- Óscar Esquivel
- José Núñez
- Maricha Olitte
- Marcos Pérez

## Premios
| Año  | Premios        | Categoría               | Ganadores y nominados | Resultado |
| ---- | -------------- | ----------------------- | --------------------- | --------- |
| 2008 | Premios Paraná | Mejor Programa de Humor | Manicomicos           | Ganador   |